# 松川清
松川 清（まつかわ きよし、1947年7月11日 - ）は、日本の俳優。東京都出身。

## 経歴
1956年、劇団あすなろ入所。
1958年、東映児童演劇研究所入所。
1966年、中央学院大学入学。
1971年、東宝アカデミー卒業。東宝現代劇入団（15期生）。

## 出演作品

### 舞台
- 小幡欣治作品には「あねしゃま」（1972年）以降、ほとんど全作に出演。
- あかさたな（2001年）
- 仁淀川（2002年）
- 舞い降りた天使（2003年）
- 細雪（2004年）
- 三婆（2005年）

### 映画
- キューポラのある街（1961年、監督：浦山桐郎）
- 裏切り者は地獄行きだぜ（1962年）
- この首一万石（1963年、監督：伊藤大輔）
- 飢餓海峡（1964年、監督：内田吐夢）

### テレビドラマ
- ナショナルキッド（1960年、NET・東映） - 謎の宇宙少年・大空太郎 役